# Leichtathletik-Weltmeisterschaften 2009/Teilnehmer (Grenada)
| Gelbes Symbol für Goldmedaillen mit stilisierten Olympischen Ringen | Graues Symbol für Silbermedaillen mit stilisierten Olympischen Ringen | Braundes Symbol für Bronzemedaillen mit stilisierten Olympischen Ringen |
| ------------------------------------------------------------------- | --------------------------------------------------------------------- | ----------------------------------------------------------------------- |
| —                                                                   | —                                                                     | —                                                                       |

Der Leichtathletik-Verband Grenadas stellte sechs Athleten bei den Leichtathletik-Weltmeisterschaften 2009 in Berlin.

## Ergebnisse

### Männer

#### Laufdisziplinen
| Athlet              | Disziplin | Vorlauf | Vorlauf | Viertelfinale      | Viertelfinale      | Halbfinale         | Halbfinale         | Finale             | Finale             |
| Athlet              | Disziplin | Zeit    | Platz   | Zeit               | Platz              | Zeit               | Platz              | Zeit               | Platz              |
| ------------------- | --------- | ------- | ------- | ------------------ | ------------------ | ------------------ | ------------------ | ------------------ | ------------------ |
| Joel Redhead        | 200 m     | 21,37 s | 45      | nicht qualifiziert | nicht qualifiziert | nicht qualifiziert | nicht qualifiziert | nicht qualifiziert | nicht qualifiziert |
| Rondell Bartholomew | 400 m     | 46,85 s | 39      |                    |                    | nicht qualifiziert | nicht qualifiziert | nicht qualifiziert | nicht qualifiziert |

#### Sprung/Wurf
| Athlet      | Disziplin  | Qualifikation | Qualifikation | Finale             | Finale             |
| Athlet      | Disziplin  | Weite/Höhe    | Platz         | Weite/Höhe         | Platz              |
| ----------- | ---------- | ------------- | ------------- | ------------------ | ------------------ |
| Randy Lewis | Dreisprung | 16,73 m       | 18            | nicht qualifiziert | nicht qualifiziert |

### Frauen

#### Laufdisziplinen
| Athletin              | Disziplin | Vorlauf     | Vorlauf | Halbfinale         | Halbfinale         | Finale             | Finale             |
| Athletin              | Disziplin | Zeit        | Platz   | Zeit               | Platz              | Zeit               | Platz              |
| --------------------- | --------- | ----------- | ------- | ------------------ | ------------------ | ------------------ | ------------------ |
| Trish Bartholomew     | 400 m     | 54,89 s     | 32      | nicht qualifiziert | nicht qualifiziert | nicht qualifiziert | nicht qualifiziert |
| Neisha Bernard-Thomas | 800 m     | 2:04,55 min | 28      | nicht qualifiziert | nicht qualifiziert | nicht qualifiziert | nicht qualifiziert |

#### Sprung/Wurf
| Athletin           | Disziplin  | Qualifikation | Qualifikation | Finale             | Finale             |
| Athletin           | Disziplin  | Weite/Höhe    | Platz         | Weite/Höhe         | Platz              |
| ------------------ | ---------- | ------------- | ------------- | ------------------ | ------------------ |
| Patricia Sylvester | Weitsprung | 5,92 m        | 36            | nicht qualifiziert | nicht qualifiziert |
| Patricia Sylvester | Dreisprung | 13,22 m       | 33            | nicht qualifiziert | nicht qualifiziert |